# Sara Varga
Sara Varga Madeleine Jonsson (Stoccolma, 14 aprile 1982) è una cantante svedese.

## Carriera
Sara Varga ha ottenuto notorietà con la sua partecipazione a Melodifestivalen 2011, il processo di selezione per il rappresentante svedese all'Eurovision Song Contest. Il suo brano Spring för livet ha superato la semifinale e si è piazzato 9º su dieci partecipanti nella finale del 12 marzo, ed è arrivato al 4º posto nella classifica svedese dei singoli. Il suo album, anch'esso intitolato Spring för livet, è uscito ad aprile 2011 e ha raggiunto la 2ª posizione in classifica. Il suo secondo album, Ett år av tystnad, è stato pubblicato a settembre 2012 e ha debuttato al 40º posto.
La cantante ha partecipato a Melodifestivalen 2017 proponendo Du får inte ändra på mig, un duetto con Juha Molari. Sono risultati i meno votati dal pubblico nella loro semifinale, e non hanno potuto accedere alla finale o ai ripescaggi.

## Discografia

### Album
- 2008 - Faith, Hope & Love
- 2011 - Spring för livet
- 2012 - Ett år av tystnad

### Singoli
- 2007 - Born to Fly
- 2011 - Spring för livet
- 2012 - Hur gör vi nu
- 2013 - Om du ångrar dig
- 2016 - Samma dag som igår
- 2017 - Du får inte ändra på mig (con Juha Mulari)
- 2017 - Jag försöker
- 2018 - Första julen utan dig (con Lars Hägglund)
- 2019 - Aldrig mer